# Sant’Andrea Apostolo dello Ionio
Sant’Andrea Apostolo dello Ionio – miejscowość i gmina we Włoszech, w regionie Kalabria, w prowincji Catanzaro. Według danych z 31 grudnia 2016 gminę zamieszkiwało 1900 osób.